# جیرسرباقرخاله
جیرسرباقرخاله، روستایی است از توابع بخش چوکام شهرستان خمام در استان گیلان ایران.
این روستا در دهستان چوکام قرار دارد و بر اساس سرشماری مرکز آمار ایران در سال ۱۳۸۵، جمعیت آن ۹۰۵ نفر (۲۲۳خانوار) بوده است.
در زبان گیلکی واژه «جیر» به معنی «زیر، پائین یا پائین‌دست» است. و پسوند «سر» که در انتهای نام آبادی‌های زیادی آمده به معنی جایگاه یا محل است؛ بنابراین جیرسر به معنی محلی است که در پائین یا پائین‌دست واقع شده است.

## گردشگری
منطقه گردشگری جیرسر باقرخاله نزدیک به تالاب انزلی است. فاصله آن تا شهر رشت ۱۷ کیلومتر، بندر انزلی ۲۸٫۶ کیلومتر، موزه باغ عمارت چوکام ۴۰۰ متر، روستای چاپارخانه ۱۲٫۸ کیلومتر است.
پرندگانی همچون قوها، اردک‌ها، غازها و چنگرها در زمستان به تالاب نزدیک این روستا مهاجرت می‌کنند، که به این دلیلی در این مرکز اکوتوریستی برج پرنده‌نگری نیز احداث شده است. امکانات کایاک‌سواری نیز در این روستا وجود دارد.
مرکز اکوتوریستی جیرسر باقرخاله در فاصله حدود ۲۰ کیلومتری از شهر رشت واقع است. دو راه دسترسی از شهر رشت به این مرکز توریستی وجود دارد. راه کوتاه‌تر از مسیر جاده رشت به پیربازار است که حدود ۲۰ کیلومتر (۴۴ دقیقه) مسافت دارد. و مسیر دوم از طریق جاده رشت به انزلی و سپس نرسیده به خمام از طریق خیابان نبوت به مقصد می‌رسید که کمی دورتر است و حدود ۲۵ کیلومتر (۵۲ دقیقه) از رشت فاصله دارد.